# 東北学院大学短期大学部
東北学院大学短期大学部（とうほくがくいんだいがくたんきだいがくぶ）は、宮城県仙台市南六軒町に本部を置いていた日本の私立大学である。1950年に設置され、1960年に廃止された。

## 概要

### 大学全体
- 宮城県仙台市[注 1]に所在した日本の私立短期大学で、設置主体は学校法人東北学院。
- 国内で最初に認可された短期大学149校[注 2]の1校として、1950年に2学科体制で開学した[1]。設置されていた学科は3つと別科2専修課程でいずれも男女共学となっていた。
- 1958年度の入学生を最後に[注釈 2]、1960年に短期大学としての使命を終える[注釈 3]。

### 学風および特色
- 東北学院大学短期大学部は日中、勤労する傍らで学業に勤しむ人々に学問の場を開放すべく夜間部のみが設置されていた[6]。

## 沿革
- 1949年
  - 10月 文部省[注釈 4]に短期大学[注 3]の設置認可に関する申請を行う[注 4]。なお、学科・専攻は以下の通りとなっている[注 5]。
    - 英文学科 入学定員100名
    - 経済学科 入学定員150名
- 1950年
  - 3月14日 左記を以て短期大学の設置が文部省[注釈 4]より認可される[注 6]。
  - 4月1日 左記を以て東北学院大学短期大学部が上記の学科体制にて開学する[注 7]。
    - 英文学科 入学定員100名
    - 経済学科 入学定員150名
- 1951年
  - 2月27日 東北学院が学校法人として認可される[17]。
- 1952年
  - 4月1日 以下の学科を増設する[18]。
    - 法科第二部入学定員100名[注釈 5]。

  - 同 別科の設置が認められ[注 8]、以下の課程を置く[注釈 5]。
    - 英語専修 入学定員50名
    - 商経専修 入学定員100名
- 1958年
  - 4月1日 この年度で学生募集を最終とする[注釈 2]
- 1960年
  - 5月31日 左記をもって正式に廃止となる[注釈 3]。

## 基礎データ

### 所在地
- 宮城県仙台市南六軒町1[注釈 1]

### 象徴
- 東北学院大学短期大学部のカレッジマーク：十字架らしきマークをモチーフに、中央に「C」と「T」のアルファベットが書かれたものとなっていた[22]。

## 教育および研究

### 組織

#### 学科
- 英文科第二部 入学定員100名[注釈 6]
- 経済科第二部 入学定員150名[注釈 6]
- 法科第二部 入学定員100名[注釈 6]

#### 専攻科
- なし

#### 別科
- 英語専修第二部 入学定員50名[注釈 7]
- 商経専修第二部 入学定員100名[注釈 7]

#### 取得資格について
- 中学校教諭二級免許状[25]
  - 英語：英文科第二部
  - 社会：経済科第二部・法科第二部
  - 職業：経済科第二部
- 高等学校教諭免許状[25]
  - 英語：英文科第二部
  - 社会：経済科第二部・法科第二部

#### 年度別学生数
| -        | 英文科     | 経済科    | 法科      | 出典   |
| -------- | ---------- | --------- | --------- | ------ |
| 入学定員 | 100        | 150       | 100       | -      |
| 総定員   | 200        | 300       | 200       | -      |
| 1954年   | 男102 女22 | 男652 女9 | 男248 女5 | [ 26 ] |
| 1958年   | 男25 女10  | 男566 女7 | 男183 女5 | [ 27 ] |
| 1959年   | 男14 女3   | 男367 女3 | 男121 女3 | [ 28 ] |
| 1960年   | 男14 女3   | 男367 女3 | 男121 女3 | [ 29 ] |

## 施設

### 寮
- 学生寮あり[22]。

## 対外関係

### 系列校
- 東北学院大学